# ラトロワンヌ
ラトロワンヌ（La Troienne、1926年 - 1954年）は、フランスで生産・調教された競走馬、および繁殖牝馬。競走馬としては未勝利に終わったが、アメリカ合衆国でバイムレックやブラックヘレンなどの母となり、アメリカを中心に一大勢力を誇る名門牝系ラトロワンヌ系を形成した。

## 経歴

### 来歴
フランスの名オーナーブリーダーである、マルセル・ブサックの生産馬の一頭である。ブサック所有のもとで競走馬となり、1928年9月にデビュー戦を迎えた。全兄のレオニダス（Leonidas）はイギリスとフランスで重賞を勝っていたため、ブサックも全妹のラトロワンヌにそれなりに期待をかけていたが、2歳時はデビュー戦含めてすべて着外、3歳の初戦も着外と期待を大きく裏切った。諦めきれないブサックは未勝利の身ながらラトロワンヌをフランス1000ギニーにも出走させたが、やはり着外に終わった。
変化を期して、ブサックはラトロワンヌをイギリスの競馬場に送り、ニューマーケット競馬場のスネイルウェルステークスという5ハロン（約1005メートル）の競走に出走させたところ、初めて入着（3着）に成功した。続くフレッケンハムステークスでも1馬身半差の2着に入るが、最後の競走となったウェルターハンデキャップでは以前の調子に戻ってしまい、着外に終わった。

### 繁殖成績
ブサックはラトロワンヌに繁殖牝馬として期待ができなかったので、1930年にラトロワンヌをゲインズバラと種付け・受胎させ、同年のニューマーケットディセンバーセールにおいて売りに出した。これをアイドルアワーストックファームのマネージャーであったオリン・ジェントリーが、その配合を吟味して購入を決意、1250ギニーの価格で手に入れた。ラトロワンヌはアイドルアワーストックファームのケンタッキー州レキシントンに移され、ここで繁殖生活を送った。
ラトロワンヌの産駒のほとんどは、アイドルアワーストックファームの所有者であったエドワード・ライリー・ブラッドリー大佐の競走馬となった。産駒14頭のうち10頭が勝ちあがり、そのうちの5頭がステークス競走勝ちを収めている。とくに1935年アメリカ最優秀3歳牝馬になったブラックヘレン、1940年のアメリカ二冠馬バイムレックの2頭の活躍が顕著で、この2頭はのちにアメリカ競馬名誉の殿堂博物館に殿堂馬として選定されている。
またこの2頭以外にも、競走成績こそ振るわなかったものの、繁殖入り後に後世の名馬の祖となった牝馬を多数輩出している。
- Big Hurry - 勝鞍はセリマステークスなど。Bridal Flowerなど多数のステークス勝ち馬を輩出、末裔にCaerleonやAllez France、Easy Goerなど。
- Baby League - Busherの母。末裔にアサティスやWoodmanなど。
- Businesslike - バックパサーの2代母にあたる。
- Big Event - メジロアサマの3代母にあたる。

### 産駒一覧
| 生年 | 馬名           | 性 | 毛色   | 父            | 戦績・繁殖成績 |
| ---- | -------------- | -- | ------ | ------------- | --- |
| 1931 | -              | 牝 | -      | Gainsborough  | 競走馬登録以前に死亡 |
| 1932 | Black Helen    | 牝 | 鹿毛   | Black Toney   | 22戦15勝 CCAオークス、フロリダダービー、アメリカンダービーなど 1935年アメリカ最優秀3歳牝馬 繁殖牝馬。2代先にBut Why Not、6代先にPrincess Rooneyなど 1991年アメリカ競馬殿堂入り                                             |
| 1934 | Biologist      | 牡 | 栗毛   | Bubbling Over | ステークス競走勝ち馬 |
| 1935 | Baby League    | 牝 | 鹿毛   | Bubbling Over | 11戦1勝 繁殖牝馬。Busher（ハリウッドダービー）など 6代先にSmarty Jones、8代先にSuper Saverなど |
| 1936 | Big Hurry      | 牝 | 黒鹿毛 | Black Toney   | 12戦4勝 セリマステークスなど 繁殖牝馬。Searching（ダイアナH）、Bridal Flower（ガゼルS）など 末裔にCaerleonやAllez France、Easy Goerなど                                                                                    |
| 1937 | Bimelech       | 牡 | 鹿毛   | Black Toney   | 15戦11勝 プリークネスステークス、ベルモントステークスなど 1939年アメリカ最優秀2歳牡馬、1940年アメリカ最優秀3歳牡馬 種牡馬。Better Self（サラトガH）など Lalun（ケンタッキーオークス）などの母父 1990年アメリカ競馬殿堂入り |
| 1938 | Big Event      | 牝 | 鹿毛   | Blue Larkspur | 9戦2勝 セリマステークス2着など 繁殖牝馬。Hall Of Fame（アメリカンダービー）など 3代先にメジロアサマなど |
| 1939 | Businesslike   | 牝 | 黒鹿毛 | Blue Larkspur | 2戦0勝 繁殖牝馬。Busanda（アラバマS）など 2代先にBuckpasser、3代先にポリッシュネイビーなど |
| 1940 | Besieged       | 牝 | 黒鹿毛 | Balladier     | 4戦1勝 繁殖牝馬。 |
| 1941 | Broke Even     | 牡 | 鹿毛   | Blue Larkspur | ステークス競走3着 種牡馬。 |
| 1941 | Back Yard      | 騸 | 栗毛   | Balladier     | 不出走 |
| 1944 | Bee Ann Mac    | 牝 | 鹿毛   | Blue Larkspur | 13戦2勝 セリマステークス 繁殖牝馬。 |
| 1945 | Belle Histoire | 牝 | 鹿毛   | Blue Larkspur | 3戦0勝 繁殖牝馬。ロイヤルレコード（ボウリンググリーンH）など 3代先にAutobiography、4代先にTejanoなど |
| 1947 | Belle of Troy  | 牝 | 黒鹿毛 | Blue Larkspur | 不出走 繁殖牝馬。Cohoes（ホイットニーS）など グリーンツリースタッドで生産 |
| 1948 | Trojan War     | 騸 | 栗毛   | Shut Out      | 16戦2勝 グリーンツリースタッドで生産 |

産駒一覧の出典：

### 後年
1938年、ラトロワンヌは雷雨の日に稲妻に驚いて暴れ、木に激突して右肩に大怪我を負っている。この頃ラトロワンヌは月盲で右目を失明しており、右にあった木に気づけなかったようである。右肩の傷は確認したブラッドリーも安楽死を考えるほどの大きな裂傷であったが、ブラッドリーは「ラトロワンヌを助けるためなら昼夜を問わず10人の男を貼りつかせる。こんな牝馬は二度と手に入れられないのだから」と延命を決断、ふたたび繁殖に戻れるまでに回復させた。この事故のあとに、前述のバックパサーの祖母となるBusinesslike（ビジネスライク）を産んでいる。
1946年にブラッドリーが亡くなると、アイドルアワーストックファームは解散を決定、競走馬・繋養馬も売りに出された。ラトロワンヌはロバート・クレベルクとオグデン・フィップス、ジョン・ヘイ・ホイットニーの3人に買い取られ、最初はクレベルクのキングランチに移り、のちにホイットニー家のグリーンツリースタッドに移された。1948年に産んだトロヤンウォー（Trojan War）を最後に繁殖牝馬を引退、以後も同牧場で大事にされた。1954年1月30日に同地で死去、28歳であった。
のちの2006年にアメリカ合衆国の大手競馬専門誌ブラッド・ホースにおいて、競馬史の決定的瞬間を集めた『Horse Racing's Top 100 Moments』という企画が発表され、「ラトロワンヌの輸入」はその20位に位置付けられた。

### 表彰
ラトロワンヌはアメリカで競走生活を送った馬ではないが、アメリカの競馬界に残した功績を称えてチャーチルダウンズ競馬場に「ラトロワンヌステークス（ダート7.5ハロン・3歳牝馬G2）」が創設された。2009年にこの競走はエイトベルズステークスに改称されたが、2010年に同じくチャーチルダウンズ競馬場の競走・ルイビルディスタフステークスが新たにラトロワンヌステークスと改称された。

## 主要なファミリーライン
ラトロワンヌに始まる牝系は、アメリカ競馬の名門血統のひとつとして認知されている。そのため、ファミリーナンバー1号族の系統図において「1-s族」に属しているこの系統を、ラトロワンヌを祖として「1-x族」という新しい分類にすることが提唱されている（ただし、まだ正式なものではない）。
牝系図の主要な部分（G1競走優勝馬、日本の重賞馬）は以下の通り。*は日本に輸入された馬。
牝系図の出典：
- Tregonwell's Natural Barb Mare - F-No.1始祖
  - （10代省略）
    - Web 1808 - F-No.1-s始祖
      - （11代省略）
        - La Troienne 1926 ---←(改行)
          - Black Helen 1932 ---ブラックヘレン系へ
          - Baby League 1935
            - Grand League 1945
              - Like Magic 1955
                - *マジックゴディス 1968 ---マジックゴディス系へ

            - Striking 1947 ---ストライキング系へ
              - Glamour 1953
                - Intriguing 1964 ---イントリーギング系へ

          - Big Hurry 1936 ---ビッグハリー系へ
            - No Fiddling 1945
              - Miz Carol 1953
                - Regal Gleam 1964 ---リーガルグリーム系へ

            - Searching 1952 ---サーチング系へ

          - Businesslike 1939
            - Busanda 1947 ---ブサンダ系へ

---↓ラトロワンヌ系
- La Troienne 1926
  - Black Helen 1932（CCAオークスほか）---ブラックヘレン系へ
  - Baby League 1935 
    - Busher 1942（ハリウッドダービーほか）
      - Miss Busher 1949
        - Bushfield 1961
          - Little Tobago 1971
            - Why Did I 1982
              - Just Cuz 1987
                - Bishop Court Hill 2000（カーターハンデキャップ）

    - Betteefarlee 1943
      - Lovely League 1950
        - Do Your Thing 1967
          - Thinghatab 1980
            - Tempt 1988
              - Tempting Note 2001
                - Dance Card 2009
                  - Cody's Wish 2018（BCダートマイル、フォアゴーステークス）

    - Grand League 1945 
      - Like Magic 1955 
        - *マジックゴディス 1968 ---マジックゴディス系へ

    - Striking 1947 ---ストライキング系へ
    - La Dauphine 1957
      - Azeez 1963 
        - Obraztsovy 1975（サンフアンカピストラーノハンデキャップ）
        - *アトラクト 1983 
          - ノーザンコンダクト 1989（ラジオたんぱ杯3歳ステークス）
          - イブキピンクレディ 1992 
            - モエレトレジャー 2001（浦和記念など重賞6勝）

  - Big Hurry 1936 ---ビッグハリー系へ
  - Bimelech 1937（プリークネスステークス、ベルモントステークスほか）
  - Big Event 1938
    - Blue Eyed Momo 1944 
      - *スヰート 1951 
        - スイートエイト 1964 
          - スイートチェリー 1970 
            - ピュアーシンボリ 1976（ステイヤーズステークス、ダイヤモンドステークス）
            - スイートニース 1980 
              - マイネルトレドール 1990（東京障害特別（春））
              - ダンツシリウス 1995（シンザン記念、チューリップ賞）

          - スイートベルン 1980 
            - ユーワジェームス 1986（ニュージーランドトロフィー4歳ステークス）
            - カリスタギャロップ 1988 
              - ビクトリーアップ 1993（中山大障害（秋））

        - メジロアサマ 1966（天皇賞（秋）など重賞6勝）

    - Blackball 1950
      - The Axe II 1958（マンノウォーステークスほか）

  - Businesslike 1939 
    - Busanda 1947 ---ブサンダ系へ
    - His Duchess 1950 
      - So Social 1964 
        - Snobishness 1970 
          - Pretty Special 1977 
            - Forever Command 1982 
              - *ダンスフィーバー 199 
                - フジノコンドル 1998（サマーチャンピオンなど重賞4勝）

              - Pretty City 1998 
                - Pretty City Dancer 2014（スピナウェイステークス）

        - Queen's Gambit 1972
          - Whiffling 1985
            - Prairie Bayou 1990（プリークネスステークス）

  - Besieged 1940 
    - Twitter 1950
      - Atwitter 1956
        - College Boards 1962
          - College Bold 1968
            - Nasty and Bold 1975（ブルックリンハンデキャップ）

      - Be Merry 1960 
        - Imaglee 1978
          - Im Quite High 1984
            - Sweeping 1997
              - Apt To Star 2003
                - Show Me 2013 
                  - Eda 2019（スターレットステークス）

  - Belle Histoire 1945 
    - Narrative 1952
      - Vowed 1959
        - Betrothed 1969
          - Wedding Party 1979
            - Bless You 1985
              - *コンキスタドレス 1992
                - ホシニイノリヲ 2009
                  - アルクトス 2015（マイルチャンピオンシップ南部杯2回など重賞5勝）

            - Deputation 1989
              - Manoa D 1995
                - Carriage Trail 2003（スピンスターステークス）

      - King's Story 1960
        - Autobiography 1968（ジョッキークラブゴールドカップ）

      - Diary 1965
        - Narration 1975
          - Bonshamile 1983
            - Bright Moon 1990
              - Bright Sky 1999（ディアヌ賞、オペラ賞）

    - Secret Story 1954 
      - Keep a Secret 1966 
        - *アンファンテ 1980 
          - Tejano 1985（カウディンステークスなどGI3勝）
            - ストームティグレス 1995 
              - オースミダイドウ 2004（デイリー杯2歳ステークス）

    - Eastern Tale 1960 
      - Duck Blind 1966
        - Castling 1977
          - Just Anything 1982
            - Senor Tomas 1989（スーパーダービー）

  - Belle of Troy 1947 
    - Best Side 1952 
      - Joyous Imp 1956
        - Jubila 1961
          - Happy Troubador 1968 
            - Proud N Happy 1973
              - Proud Appeal 1978（ブルーグラスステークス）

      - Intervene 1960
        - One Chicken Inn 1972
          - Super Diamond 1980（ハリウッドゴールドカップ、サンアントニオハンデキャップ）

      - Good Landing 1965 
        - Landera 1971
          - Cutlass Reality 1982（ハリウッドゴールドカップ、カリフォルニアンステークス）
          - Wanted Again 1992
            - Ten Most Wanted 2000（トラヴァーズステークス）

        - Becky Be Good 1981 
          - Woodman's Girl 1990 
            - More Than Ready 1997（キングスビショップステークス）

          - Bail Out Becky 1992 
            - Unfold the Rose 2004 
              - *ステファニーズキトゥン 2009（BCフィリー&メアターフなどGI5勝）

### ストライキング系
- Striking 1947 
  - Glamour 1953 
    - Brilliantly 1959
      - Heatherglow 1972
        - Canonization 1976
          - Lady Shirl 1987（フラワーボウルハンデキャップ）
            - Lady Shakespeare 2006
              - Lady Speightspeare 2018（ナタルマステークス）

            - Perfect Shirl 2007（BCフィリー&メアターフ）
              - Shirl's Speight 2017（メーカーズマークマイルステークス）

    - Intriguing 1964 ---イントリーギング系へ
    - Boucher 1969（英セントレジャーほか）
    - Glorifying 1971 
      - Fire and Ice 1976 
        - *ビーマイフアイア 1986 
          - ウイニングリバー 1993 
            - マイネルブルック 2001（きさらぎ賞）
            - ケイティラブ 2004（アイビスサマーダッシュ）

          - ビーマイナカヤマ 1994（北海道スプリントカップなど重賞8勝）
          - ケイティローレル 2006 
            - ケイティブレイブ 2013（帝王賞、川崎記念、JBCクラシックなど重賞10勝）

  - So Chic 1954 
    - Fashion Verdict 1960 
      - The Garden Club 1966 
        - Dinner Meeting 1972
          - Dinner Music 1976
            - Anniversary Wish 1985
              - Wishes And Roses 1991
                - Wasted Tears 2005
                  - Corniche 2019（アメリカンファラオステークス、BCジュヴェナイル）

        - Up the Flagpole 1978 
          - Prospectors Delite 1989（エイコーンステークス、アシュランドステークス） 
            - Tomisue's Delight 1994（ラフィアンイハンデキャップ、パーソナルエンスンステークス）
            - Mineshaft 1999（ジョッキークラブゴールドカップなどGI4勝）

          - Flagbird 1991（イタリア共和国大統領賞）
          - Runup The Colors 1994（アラバマステークス）

  - Bases Full 1957 
    - Stolen Base 1967 
      - *バジー 1981 
        - Jeano 1988 
          - Contrive 1998 
            - Folklore 2003（メイトロンステークス、BCジュヴェナイルフィリーズ） 
              - *ロードクロサイト 2010 
                - コントレイル 2017（中央競馬クラシック三冠など重賞7勝）

            - Delightful Quality 2009 
              - Essential Quality 2018（ベルモントステークスなどGI4勝）

          - Never A No Hitter 2001
            - Tizahit 2007
              - Come Dancing 2014（バレリーナステークス）

          - Kew Garden 1997 
            - Queens Plaza 2002 
              - Queen Caroline 2013 
                - Forte 2020（BCジュヴェナイルなどGI3勝）

      - Dont Worry Bout Me 1983 
        - I'll Get Along 1992 
          - Smarty Jones 2001（ケンタッキーダービー、プリークネスステークス）

  - Batter Up 1959 
    - Bravissimo 1965 
      - Front Stage 1971
        - Bravery 1984（クイーンズランドオークス、クイーンズランドダービー）

      - Bravo Native 1978
        - Hustleeta 1995
          - Fleet Indian 2001（ベルデイムステークス、パーソナルエンスンステークス） 
            - Indyan Giving 2009
              - Flagstaff 2014
              - Game Winner 2016（デルマーフューチュリティステークスなどGI3勝）

  - My Boss Lady 1963
    - Artist And Model 1970
      - Fontana 1977
        - Twinkling 1982
          - Nannetta 1989
            - Sumthingtotalkabt 2003
              - Lady Shipman 2012
                - Golden Pal 2018（BCターフスプリント）

    - Landscaper 1974（センチュリーハンデキャップ）

  - Sparkling 1967
    - Effervescing 1973（マンノウォーステークス）

### ビッグハリー系
- Big Hurry 1936 
  - Blue Line 1941
    - Inaname 1948
      - Manina 1967
        - The Wheel Turns 1977
          - Vana Turns 1985
            - Pike Place Dancer 1993（ケンタッキーオークス）

  - Bridal Flower 1943
    - Boda 1951
      - Fauchon 1971
        - Cherokee Frolic 1978
          - Cherokyfrolicflash 1987
            - *スモークンフローリック 1999
              - ワイルドフラッパー 2009（レディスプレリュード、エンプレス杯、マリーンカップ）

    - Royal Bride 1952
      - Stolen Scepter 1968
        - She Can't Miss 1977
          - Horsafire 1984
            - Pagofire 1991
              - Holy Blitz 1997
                - Judy The Beauty 2009（マディソンステークス、BCフィリー＆メアスプリント）

  - No Fiddling 1945 
    - Miz Carol 1953 
      - Regal Gleam 1964（フリゼットステークスほか）---リーガルグリーム系へ

    - No Teasing 1957 
      - *ノーラック 1968 
        - Beronaire 1974 
          - Reiko 1979 
            - Turgeon 1986（ロワイヤルオーク賞、愛セントレジャー）
            - *ティッカネン 1991（BCターフ、ターフクラシック招待ステークス）

        - *プリンセスリファード 1975 
          - メジロファンタジー 1981 
            - メジロパーマー 1987（有馬記念、宝塚記念など重賞5勝）

        - *モガミ 1976

    - Straight Deal 1962 
      - Desiree 1973 
        - Adored 1980（サンタマルガリータハンデキャップ、デラウェアハンデキャップ） 
          - Compassionate 1995 
            - *ミスアドーラブル 2000 
              - サマリーズ 2010（全日本2歳優駿、クラスターカップ）

      - Belonging 1979 
        - *ベジンスキー 1987 
          - ホウヨウマリン 1995 
            - コーラルビュー 2008
              - コーラルツッキー 2017（エーデルワイス賞）

      - Affirmatively 1981 
        - Adored Slew 1990 
          - Dangerous Midge 2006（BCターフ）

  - Dashing By 1948
    - Stealaway 1963 
      - True Knight 1969（サバーバンハンデキャップ、エイモリーLハスケルハンデキャップ）

    - Chicken Little 1966
      - A Little Affection 1977
        - Zoman 1987（バドワイザー国際、イスパーン賞）

  - Searching 1952 ---サーチング系へ
  - Allemande 1955 
    - Marking Time 1963 
      - Relaxing 1976（ラフィアンハンデキャップ、デラウェアハンデキャップ）
        - Cadillacing 1984（バレリーナステークス）
          - Strolling Along 1990（米フューチュリティステークス）

        - Easy Goer 1986（ベルモントステークス、トラヴァーズステークスなどGI9勝）

    - Processional 1974
      - Twitchet 1979
        - Tweedside 1998（CCAオークス）

## 血統表
| ラトロワンヌ (La Troienne)の血統 | ラトロワンヌ (La Troienne)の血統                                                      | ラトロワンヌ (La Troienne)の血統                                                      | （血統表の出典）                                                                      | （血統表の出典） |
| 父系                             | テディ系                                                                              | テディ系                                                                              | テディ系                                                                              | [ § 2 ]          |
| 父 Teddy 鹿毛 1913               | 父の父Ajax 鹿毛 1901                                                                  | Flying Fox                                                                            | Orme                                                                                  | Orme             |
| 父 Teddy 鹿毛 1913               | 父の父Ajax 鹿毛 1901                                                                  | Flying Fox                                                                            | Vampire                                                                               |                  |
| 父 Teddy 鹿毛 1913               | 父の父Ajax 鹿毛 1901                                                                  | Amie                                                                                  | Clamart                                                                               | Clamart          |
| 父 Teddy 鹿毛 1913               | 父の父Ajax 鹿毛 1901                                                                  | Amie                                                                                  | Alice                                                                                 |                  |
| 父 Teddy 鹿毛 1913               | 父の母Rondeau 鹿毛 1900                                                               | Bay Ronald                                                                            | Hampton                                                                               | Hampton          |
| 父 Teddy 鹿毛 1913               | 父の母Rondeau 鹿毛 1900                                                               | Bay Ronald                                                                            | Black Duchess                                                                         |                  |
| 父 Teddy 鹿毛 1913               | 父の母Rondeau 鹿毛 1900                                                               | Doremi                                                                                | Bend Or                                                                               | Bend Or          |
| 父 Teddy 鹿毛 1913               | 父の母Rondeau 鹿毛 1900                                                               | Doremi                                                                                | Lady Emily                                                                            |                  |
| 母 Helene de Troie 鹿毛 1916     | 母の父Helicon 鹿毛 1908                                                               | Cyllene                                                                               | Bona Vista                                                                            | Bona Vista       |
| 母 Helene de Troie 鹿毛 1916     | 母の父Helicon 鹿毛 1908                                                               | Cyllene                                                                               | Arcadia                                                                               |                  |
| 母 Helene de Troie 鹿毛 1916     | 母の父Helicon 鹿毛 1908                                                               | Vain Duchess                                                                          | Isinglass                                                                             | Isinglass        |
| 母 Helene de Troie 鹿毛 1916     | 母の父Helicon 鹿毛 1908                                                               | Vain Duchess                                                                          | Sweet Duchess                                                                         |                  |
| 母 Helene de Troie 鹿毛 1916     | 母の母Lady of Pedigree 鹿毛 1910                                                      | St. Denis                                                                             | St. Simon                                                                             | St. Simon        |
| 母 Helene de Troie 鹿毛 1916     | 母の母Lady of Pedigree 鹿毛 1910                                                      | St. Denis                                                                             | Brooch                                                                                |                  |
| 母 Helene de Troie 鹿毛 1916     | 母の母Lady of Pedigree 鹿毛 1910                                                      | Doxa                                                                                  | Melton                                                                                | Melton           |
| 母 Helene de Troie 鹿毛 1916     | 母の母Lady of Pedigree 鹿毛 1910                                                      | Doxa                                                                                  | Paradoxical                                                                           |                  |
| 母系(F-No.)                      | (FN:1-s)                                                                              | (FN:1-s)                                                                              | (FN:1-s)                                                                              | [ § 3 ]          |
| 5代内の近親交配                  | Angelica-St. Simon 5×4=9.38%、Bend Or 4×5=9.38%、Galopin 5×5=6.25%、Isonomy 5×5=6.25% | Angelica-St. Simon 5×4=9.38%、Bend Or 4×5=9.38%、Galopin 5×5=6.25%、Isonomy 5×5=6.25% | Angelica-St. Simon 5×4=9.38%、Bend Or 4×5=9.38%、Galopin 5×5=6.25%、Isonomy 5×5=6.25% | [ § 4 ]          |
| 出典                             | 1. 2. 3. 4.                                                                           | 1. 2. 3. 4.                                                                           | 1. 2. 3. 4.                                                                           | 1. 2. 3. 4.      |